# Milano-Vignola 1969
La Milano-Vignola 1969, diciassettesima edizione della corsa, si svolse il 25 aprile 1969 per un percorso totale di 243 km, con partenza da Rogoredo ed arrivo a Vignola. La vittoria fu appannaggio dell'italiano Attilio Rota, il quale completò la gara in 5h17'01", alla media di 45,991 km/h, precedendo i connazionali Franco Bitossi e Dino Zandegù.

## Ordine d'arrivo (Top 10)
| Pos. | Corridore        | Squadra   | Tempo    |
| ---- | ---------------- | --------- | -------- |
| 1    | Attilio Rota     | Sanson    | 5h17'01" |
| 2    | Franco Bitossi   | Filotex   | a 6"     |
| 3    | Dino Zandegù     | Salvarani | s.t.     |
| 4    | Marino Basso     | Molteni   | s.t.     |
| 5    | Julien Van Lint  | Ferretti  | s.t.     |
| 6    | Marcello Bergamo | Filotex   | s.t.     |
| 7    | Giuseppe Grassi  | Filotex   | s.t.     |
| 8    | Vito Taccone     | Germanvox | s.t.     |
| 9    | Romano Tumellero | Ferretti  | s.t.     |
| 10   | Michele Dancelli | Molteni   | s.t.     |